# Station Swineshead
Swineshead is een spoorwegstation van National Rail in Boston in Engeland. Het station is eigendom van Network Rail en wordt beheerd door East Midlands Railway. 